# Pöhla
Pöhla is een plaats in de Duitse deelstaat Saksen, en maakt sinds 1 januari 2008 deel uit van de stad Schwarzenberg/Erzgeb. Het dorp ligt in het hoogste deel van het Ertsgebergte.
Pöhla telt 1.273 inwoners.

## Afbeeldingen

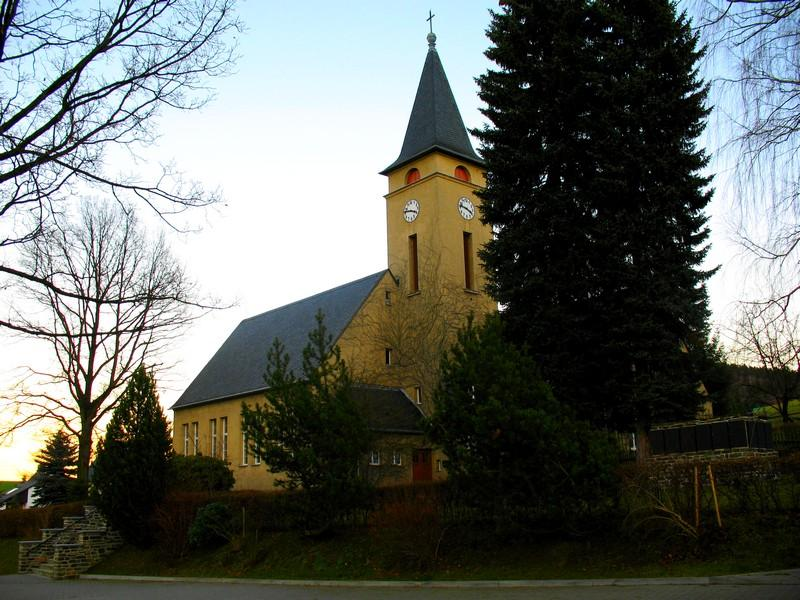
Evangelische Lutherkirche uit 1933.
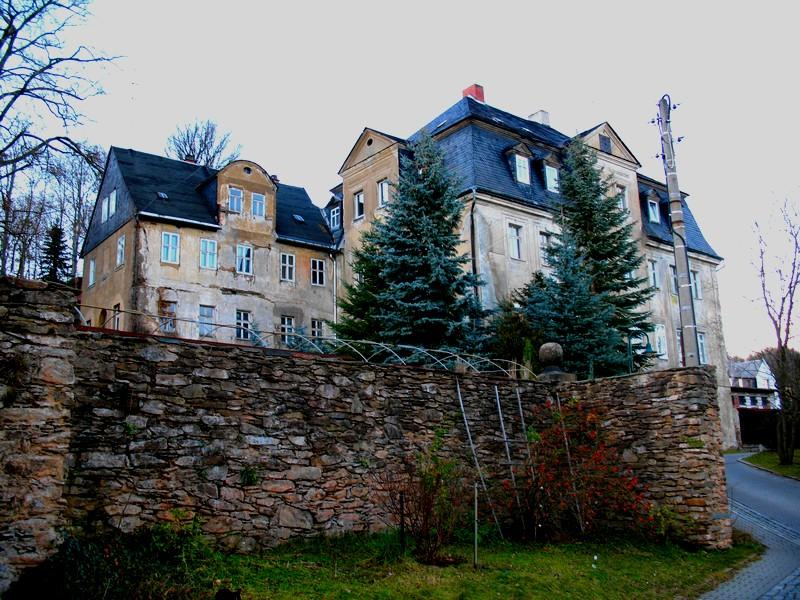
Herrenhaus Pfeilhammer uit 1806.
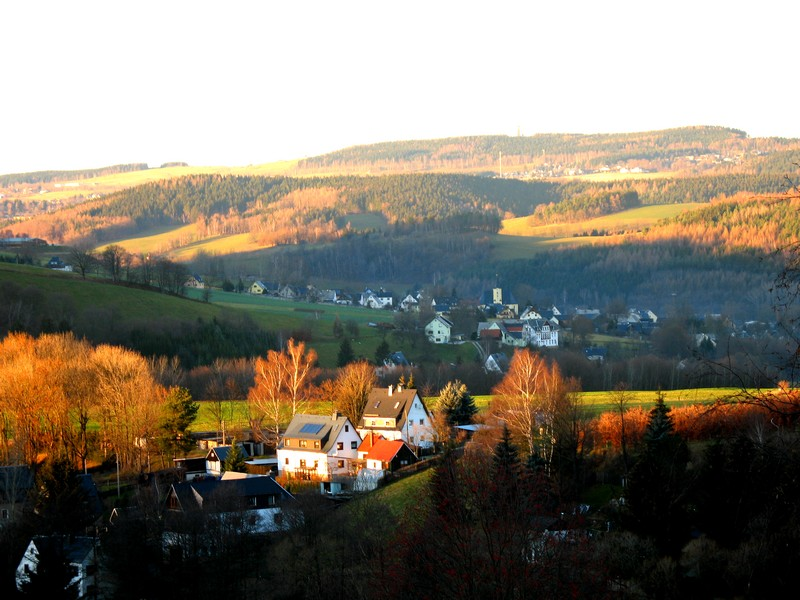
Blik op het benedendorp. Op de achtergrond het Spiegelwald.
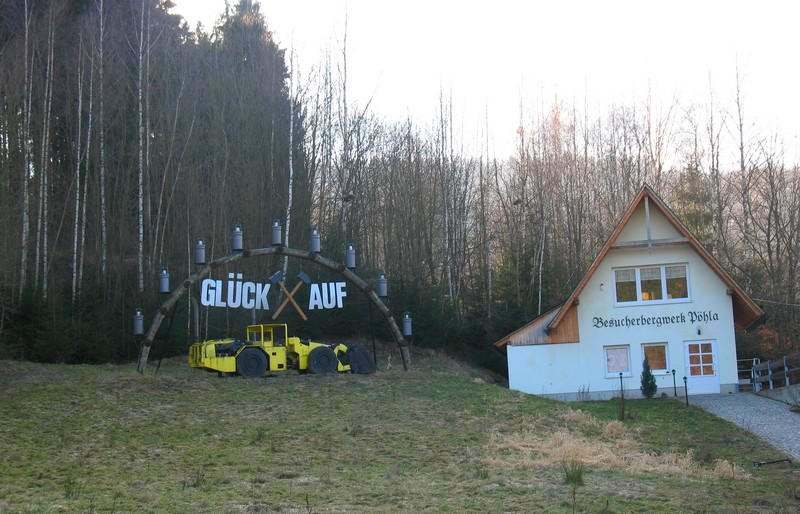
Besucherbergwerk Pöhla.